# Xã Vicksburg, Quận Jewell, Kansas
Xã Vicksburg (tiếng Anh: Vicksburg Township) là một xã thuộc quận Jewell, tiểu bang Kansas, Hoa Kỳ. Năm 2010, dân số của xã này là 27 người.